# Xenus: Точка кипения
Xenus: Точка кипения (Boiling point: Road To Hell) — компьютерная игра в жанре шутера от первого лица с элементами ролевой игры, разработанная украинской студией Deep Shadows и изданная Atari 19 мая 2005. Издатель в России — Руссобит-М. Прообразом главного героя послужил актер Арнольд Вослу, который подарил свою внешность и озвучил Сола Майерса в английской версии игры. 24 октября 2008 года было выпущено продолжение — Xenus II: Белое золото. 

## Сюжет
У живущего в Париже бывшего французского легионера Сола Майерса есть дочь Лиза, работающая журналистом. Лиза уезжает в Колумбию собрать информацию о наркоторговцах, и через некоторое время бесследно исчезает. Как только бывший вояка узнаёт о пропаже дочери, он отправляется на поиски. В Колумбии найти человека не так-то просто, за любую информацию приходится платить, денег с легальной работы не хватает, и Солу приходится брать в руки оружие. На пути к цели главный герой служит различным организациям, ввязывается в войну и участвует во многих перестрелках.

## Особенности и геймплей
Отличительная особенность игры — это огромное поле действия — 625 квадратных километров, хотя джунгли, мало похожие на настоящие в Южной Америке, занимающие большую часть карты, состоят из раскопированных участков, имеющих достаточно небольшую площадь. Без разделения на уровни всё реализовано по тому же принципу, что и в Morrowind — новые территории подгружаются по мере приближения игрока к ним.
Разработчики предоставили возможность общаться с практически любым встречным; некоторые готовы предложить работу, хотя таковых немного, некоторые поддержат разговор и ответят на вопросы игрока, которые он может задать. Также в игре есть семь зарегистрированных фракций:
- Мирные жители — население двух городков и прилежащих окрестностей, находящихся на карте: несмотря на название «мирные», они могут открыть огонь по игроку, если он войдет с ними в конфликт; из оружия у них только пистолеты, но иногда встречаются бабульки с запасом гранат в авоське. На трассе также могут встретиться и водители с АК, но проявят агрессию только в случае стрельбы по их автомобилю.
- Официалы — военные и полицейские Колумбии, имеющие в своём распоряжении старую и списанную технику. Сильно ослаблены войной с тремя противозаконными группировками. Тем не менее, при разного рода поддержке США, контролируют ситуацию в целом по стране и на данном участке Колумбии в частности.
- Наркоторговцы — группировка богатая и имеющая в своём распоряжении мощную военную технику. Наркоторговцы — главная головная боль Колумбии, с которой не могут справиться уже много лет. Но именно на средства от продажи производимых ими наркотических средств (в игре представлен кокаин) финансируются как правительственные войска, так и войска герильи.
- Бандиты — нет централизованного управления, два основных авторитета в двух городах аналогично агентам ЦРУ. Как правило, подобранное и украденное оружие в плохом состоянии (впрочем, практически всё оружие в игре, подобранное с убитых персонажей, в плохом состоянии), тяжелая техника (если считать таковой автомобили и моторные лодки) встречается редко.
- Партизаны — хорошо организованная и достаточно богатая (в основном за счёт поставок из сочувствующих соцстран) группировка, взявшая под контроль город Пуэбло-Фаро.
- Индейцы — малочисленный и порабощённый наркомафией народ. Помимо наркоторговцев, презирают полицию, бандитов и горожан. Лояльны к партизанам, так как верят в проповедуемые идеалы революции. Вооружены оружием собственного кустарного производства, изъятию не подлежащему: при наличии арбалета смысла в сборе копий и луков со стрелами нет.
- ЦРУ — два основных представителя, по одному на каждый город. Все агенты вооружены на уровне гражданских и очень малочисленны. Иногда встречаются в виде завербованных местных жителей в транспорте и в джунглях, также в процессе выполнения миссий. Также присутствует одна незарегистрированная фракция:
- Чёрные солдаты — встречается по ходу игры. Репутация по умолчанию отрицательная, то есть подружиться с ними нельзя. Но можно подкупить любого солдата за 500 игровых песо. Правда, и в этом случае на высокоинтеллектуальную беседу не приходится рассчитывать. Также в игре есть фракция Неизвестные — животные, мародёры и охранники Дона Педро.

В издании Xenus Gold вышли два официальных дополнения: «Легенда жива» (продолжение сюжетной линии с новым оружием, группировками и возможностями) и «Большая война» (добавлены миссии за ЦРУ и Официалов, бонус-эпизод: захват Пуэрто Сомбра партизанами).

## Саундтрек
Альбом поставлялся в комплекте с игрой в специальном издании.
| №   | Название                                        | Длительность |
| --- | ----------------------------------------------- | ------------ |
| 1.  | «За гранью понимания»                           | 0:09         |
| 2.  | «Atari Mad Guitars — Точка кипения»             | 3:54         |
| 3.  | «Дмитрий Дьяченко — Солнце свободной Колумбии»  | 1:02         |
| 4.  | «Дмитрий Дьяченко — Горное безмолвие»           | 2:03         |
| 5.  | «Сергей Белоусов — Колумбийский серпантин»      | 1:19         |
| 6.  | «Дмитрий Дьяченко — Убей или умри»              | 2:08         |
| 7.  | «Дмитрий Дьяченко — Кокаиновый трип»            | 0:56         |
| 8.  | «За гранью понимания»                           | 0:14         |
| 9.  | «Сергей Белоусов — Злая луна Пуэрто-Сомбра»     | 1:44         |
| 10. | «Сергей Белоусов — Текила и лайм»               | 0:32         |
| 11. | «Дмитрий Дьяченко — Полицейский джаз»           | 1:11         |
| 12. | «Дмитрий Дьяченко — Кокаиновый трип 2»          | 0:33         |
| 13. | «Дмитрий Дьяченко — Джунгли после дождя»        | 3:26         |
| 14. | «Сергей Белоусов — Страна счастливых людей»     | 2:46         |
| 15. | «За гранью понимания»                           | 0:12         |
| 16. | «Дмитрий Дьяченко — Караван»                    | 1:38         |
| 17. | «Дмитрий Дьяченко — Старое сомбреро»            | 1:43         |
| 18. | «Дмитрий Дьяченко — Кровь на мачете»            | 1:18         |
| 19. | «Дмитрий Дьяченко — Hasta la victoria siempre!» | 3:08         |

## Критика
| Сводный рейтинг       | Сводный рейтинг |
| Агрегатор             | Оценка          |
| --------------------- | --------------- |
| GameRankings          | 64,26 %         |
| Metacritic            | (PC) 61 %       |
| MobyRank              | (PС) 70 %       |
| Иноязычные издания    |                 |
| Издание               | Оценка          |
| Eurogamer             | 9/10            |
| GameSpot              | [ 8 ]           |
| GameSpy               | [ 9 ]           |
| GamesRadar+           | [ 10 ]          |
| GameZone              | 6,9/10          |
| IGN                   | [ 12 ]          |
| Jeuxvideo.com         | 10/20           |
| Русскоязычные издания |                 |
| Издание               | Оценка          |
| Absolute Games        | 48 %            |
| PlayGround.ru         | 7,5/10          |
| StopGame.ru           | без оценки      |
| «Игромания»           | 7,5/10          |
| «ЛКИ»                 | «Орден»         |
| «Мир фантастики»      | 8/10            |
| «НИМ»                 | 7,1/10          |
| «Страна игр»          | 8,5/10          |

Игра получила смешанные отзывы критиков. Restless в рецензии для PlayGround.ru положительно оценил внушительный открытый мир, по которому можно свободно перемещаться. Многие критики отмечали запредельные системные требования при далеко не самой совершенной графике и огромное количество багов.